# Franz Metz
Pour les articles homonymes, voir Metz (homonymie).
Franz Metz (né le 10 août 1878 à Schweinfurt, mort le 13 juin 1945 dans le camp de personnes déplacées de Buchberg, Geretsried) est un homme politique allemand.

## Biographie
Membre de la Fédération allemande des travailleurs de la métallurgie (DMV), il en est le représentant local à Francfort-sur-le-Main en 1907, et plus tard secrétaire de district. Franz Metz est tête de liste du SPD dans la circonscription 19 (Hesse-Nassau) aux élections législatives allemandes de 1928. Metz refuse aux nazis d'approuver la loi d'habilitation lors d'un vote par appel nominal.
Le 2 mai 1933, Franz Metz refuse de signer la dissolution du Deutscher Metallarbeiter-Verband contrainte par les nazis et est licencié sans préavis. Metz s'installe à Francfort et ouvre le Café Metz, qui devient un lieu de rencontre pour les camarades et collègues de l'opposition.
Metz est arrêté après le complot du 20 juillet 1944 dans le cadre de l'Aktion Gitter et envoyé au camp de concentration de Dachau. Après la libération du camp, il meurt le 13 juin 1945 d'une pneumonie dans le camp de personnes déplacées de Buchberg.
Le nom de Franz Metz figure dans le Mémorial en souvenir des 96 membres du Reichstag assassinés par les nazis.